# Zaphanera
Zaphanera is een geslacht van halfvleugeligen (Hemiptera) uit de familie witte vliegen (Aleyrodidae), onderfamilie Aleyrodinae.
De wetenschappelijke naam van dit geslacht is voor het eerst geldig gepubliceerd door Corbett in 1926. De typesoort is Zaphanera cyanotis.

## Soorten
Zaphanera omvat de volgende soorten:
- Zaphanera capparis Bink-Moenen, 1983
- Zaphanera cyanotis Corbett, 1926
- Zaphanera indicus Jesudasan & David, 1991
- Zaphanera publicus (Singh, 1938)
- Zaphanera splendens David & David, 2007[2]